# الدوري النمساوي 1963–64
بوندسليغا النمسا لكرة القدم 1963-64 (بالألمانية: Österreichische Fußballmeisterschaft 1963/64)‏ هو الموسم 53 من بوندسليغا النمسا لكرة القدم. أقيم خلال الفترة 31 أغسطس 1963 وحتى 21 يونيو 1964، وأشرف على تنظيمه اتحاد النمسا لكرة القدم، وكان عدد الأندية المشاركة فيه 14، وفاز فيه رابيد فيينا.